# Obie Trice
Obie Trice (Detroit, 14 november 1977) is een Amerikaanse rapper. Nadat hij in de jaren daarvoor naam had gemaakt in de undergroundrapscene van Detroit, tekende hij in 2000 bij Shady Records van Eminem. Hij werd bekend door zijn debuutalbum Cheers, dat in 2003 uitkwam.

## Biografie
Obie Trice III is een rapper uit Detroit, Michigan. Hij begon met rappen toen hij 11 jaar oud was.
Obie Trice claimt dat hij geen "rap name" heeft, hij gebruikt zijn geboortenaam als "rap name".
Obie Trice trok de aandacht van Bizarre, lid van D12. Bizzare stelde Eminem en Obie Trice aan elkaar voor en de rest was geschiedenis. In 2000 tekende hij een contract bij Eminems platenmaatschappij en samen met Dr. Dre en Eminem begon hij aan zijn debuutalbum.
Op 23 september 2003 kwam Obie Trice's debuutalbum Cheers uit (genoemd naar de succesvolle sitcom uit de jaren 80). Een groot deel van de tracks werd geproduceerd door Eminem, maar ook Dr. Dre, Timbaland en Kon Artis leverden producties. De singles waren achtereenvolgens "Got Some Teeth", "The Set Up" en "Don't Come Down", waarvan met name de eerste een hit werd in de VS. Cheers bereikte de 5e positie in de Billboard 200 en bereikte de platina status met meer dan een miljoen verkochte platen in de VS.
Op 15 augustus 2006 werd Obie Trice's tweede album Second Round's On Me uitgebracht. Ook dit keer produceerde Eminem een groot deel van de tracks, met extra producties van bijvoorbeeld Akon en J.R. Rotem. Singles waren "Snitch", "Cry Now" en "Jamaican Girl". Het album bereikte de 8e positie in de Billboard 200 en bereikte met minder dan 500.000 verkochte platen de gouden status niet.
Het volgende album van Obie Trice stond gepland voor 2008 en luisterde naar de naam Bottoms Up. Deze zou echter niet uitkomen op Shady/Interscope. Op 26 juni 2008 heeft Obie Trice namelijk het label van Eminem verlaten, om vervolgens door te gaan onder zijn eigen label Worldwide-Hustle. Bottoms Up zou uiteindelijk na Special Reserve uitkomen.

## Discografie

### Albums
- 2003: Cheers
- 2006: Second Round's On Me
- 2009: Special Reserve
- 2012: Bottoms Up
- 2013: The Hangover

### Singles
Cheers
- "Got Some Teeth"
- "The Set Up"
- "Don't Come Down"
- "Adrenaline Rush" (8 Mile-album)

Second Round's On Me
- "Snitch"
- "Cry Now"
- "Jamaican Girl"

- Bibliothèque nationale de France: cb145079838 (data)
- Gemeinsame Normdatei: 135335892
- International Standard Name Identifier: 0000 0001 1473 3473
- Library of Congress Control Number: no2003002157
- MusicBrainz: c0f98b1d-1133-46d6-ab05-723a95cb5453
- Nationale Bibliotheek van Tsjechië: xx0101523
- Virtual International Authority File: 59316259
- WorldCat: E39PBJpV4dtpyytjDbJgcmYgKd